# Wojewodzin
Wojewodzin – wieś w Polsce położona w województwie podlaskim, w powiecie grajewskim, w gminie Grajewo.
Prywatna wieś szlachecka Wojewodzino położona była w drugiej połowie XVI wieku w powiecie wąsoskim ziemi wiskiej województwa mazowieckiego. W okresie międzywojennym posiadłość ziemską miał tu Marcin Gardocki (252 ha).
W latach 1975–1998 miejscowość administracyjnie należała do województwa łomżyńskiego.
W miejscowości usytuowany jest Zespół Szkół im.Ks. Krzysztofa Klukaoraz Muzeum Sprzętu Rolniczego. Oprócz tego w Wojewodzinie istniała również Szkoła podstawowa, która nie funkcjonuje od 1994 roku. Obecnie jest to miejsce przeznaczone dla dzieci i młodzieży wsi. Jednym z obiektów jest Aleja Zabytkowa. Powołano w roku 2008 Lokalną Grupę Działania Biebrzański Dar Natury.
Na terenie wsi znajdowało się PGR.
Wierni kościoła rzymskokatolickiego należą do parafii Matki Bożej Nieustającej Pomocy w Grajewie.